# Myōshin-ji

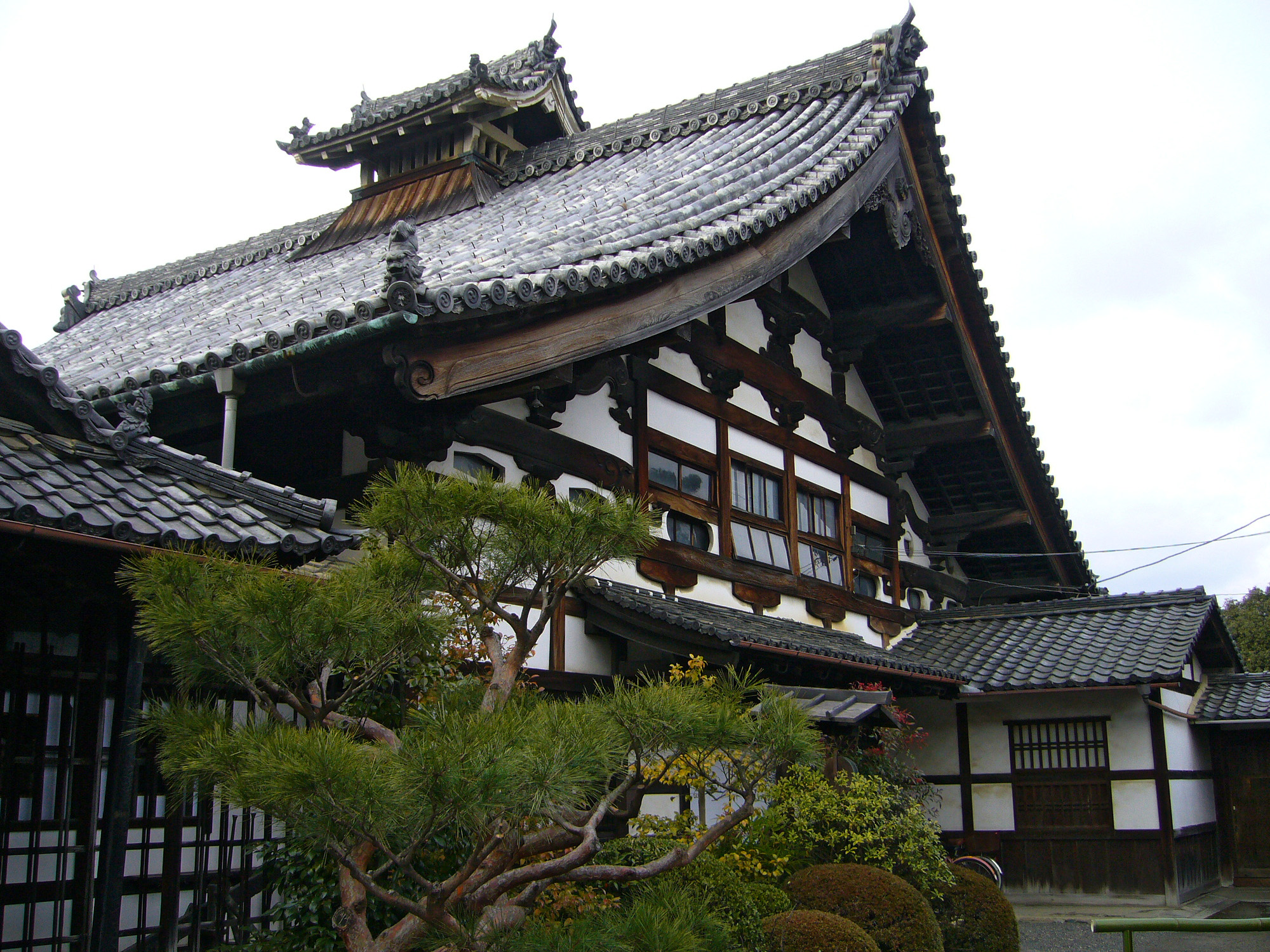
Shunko-in a Myôshin-ji

Myōshin-ji (妙心寺) és un temple a Kyoto (Japó). L'escola Myōshin-ji del budisme zen Rinzai és la major escola de Rinzai-shû. Aquesta escola disposa de més de 3000 temples per tot el Japó així com de 19 monestirs. El primer temple va ser fundat el 1342 pel Mestre Kanzan-Egen Zenji (1277-1360). La majoria dels temples van ser destruïts durant la Guerra Ōnin el 1467, però molts han estat reconstruïts després.
Els edificis actualment existents van ser construïts sobretot entre finals del segle xv i principis del segle xvii, i els jardins del Myōshin-ji tenen la consideració de Monument del Japó.
Una diferència entre aquesta i altres escoles de zen Rinzai és que l'escola Myōshin-ji no necessàriament segueix el conjunt establert de koans per avaluar el grau d'il·luminació.

## Abats
Alguns dels abats:
- Kanzan Egen 關山慧玄 (1277–1360), fundador i primer abat
- Gudō Toshoku (1577–1661), tres cops abat
- Goto Zuigan (1879–1965)